# 甫弄蝶屬
甫弄蝶屬（學名：Felicena）是弄蝶科弄蝶亞科中的一個屬。物種分佈於巴布亞新幾內亞。

## 物種
- 甫弄蝶 Felicena dirpha Boisduval, 1832
- Felicena dora Evans, 1949